# Max Smid
Meint Adolf (Max) Smid (Rheden, 16 mei 1921 – Hilvarenbeek, 28 januari 1984) was een Nederlandse verzetsstrijder tijdens de Tweede Wereldoorlog. Smid werd samen met de agent Robert de Brauw (1915-1945), in de nacht van 7 op 8 augustus 1944, in de omgeving van Driebergen/Leersum, boven Utrecht  geparachuteerd. Hij werkte als radiotelegrafist/codist voor het Bureau Inlichtingen (BI). Op 13 april 1945 werd zijn opdracht beëindigd. Na de bevrijding van Nederland meldde hij zich terug bij het BI in Eindhoven.

## Engelandvaarder
Voordat Smid met een coaster vanuit Delfzijl naar Zweden uitweek was hij leerling stuurman bij de koopvaardij. In Zweden werd hij geselecteerd om te worden opgeleid tot agent bij het Bureau Inlichtingen (BI). In Londen volgende hij de opleiding tot agent bij het BI. Het BI werkte nauw samen met de Britse Secret Intelligence Service (SIS). Na zijn opleiding tot radiotelegrafist was hij gereed om boven bezet Nederland te worden geparachuteerd.

## Opdracht
Smid was in de functie van radiotelegrafist toegevoegd aan agent Rob de Brauw, die met een regeringsopdracht ten behoeve van de Ordedienst (OD) en het Nationaal Steun Fonds naar bezet Nederland was gezonden. Smid had de opdracht om als radiotelegrafist het radiocontact te verzorgen tussen De Brauw en het BI en de Nederlandse regering in Londen. Daarnaast diende hij het radiocontact te verzorgen tussen de Dienst Blaauw-Rinus (B-R), de Groep Albrecht en het BI in Londen.

## Terug naar Nederland
In de nacht van 7 op 8 augustus 1944 sprongen beide boven de weilanden van Cothen, ten zuiden van Doorn, uit een Lockheed Hudson.
Smid landde veilig in de omgeving van het pinpoint en wist zijn leg-bag droog te houden. Hij kon echter De Brauw niet vinden. (Deze was op het moment dat hij uit het vliegtuig sprong een moment aan het vliegtuig blijven haken, waardoor hij een paar kilometer verder van het geplande pinpoint landde.)
Via Leersum en Driebergen kwam Smid in Utrecht waar hij zich naar zijn eerste aanloopadres begaf, het huis van de ouders van agent De Brauw.
De volgende dag liet De Brauw via een koerierster weten dat hij veilig bij zijn contactpersoon, bij de Eerste Nederlandsche Cement Industrie (ENCI) in Amsterdam, was aangekomen. De koerierster bracht Smid op de hoogte van het feit dat de leg-bags, van Smid en De Brauw, op het vliegveld in Engeland waren verwisseld. Smid zorgde ervoor dat de uitrusting van De Brauw, door de hulp van een aantal medewerkers van de verzetsgroep B-R, naar Amsterdam werd vervoerd. Zelf ging hij op zoek naar het landingsterrein, een roggeveld, waarin De Brauw de uitrusting van Smid had verborgen.

## Het landingsterrein
Toen hij daar op 12 augustus 1944 aankwam bleek het roggeveld gemaaid. De omgeving was door Duitse politie afgezet. Een dag tevoren hadden dagloners tijdens het maaien de leg-bag en een mand gevonden. De inhoud van de mand, zoals levensmiddelen, tabakswaren, fietsbanden en allerlei artikelen die in bezet Nederland schaars waren, hadden ze onderling verdeeld. De leg-bag met daarin de radiozendontvanger, het zendplan en het kristal hadden ze bij de politie afgegeven. Via de Nederlandse Seintoestellen Fabriek in Hilversum probeerde Smid een nieuwe radiozendontvanger te bemachtigen.

## Plaats van tewerkstelling

### Een onderduikadres in Het Gooi
In afwachting hiervan besloot Smid tijdelijk onder te duiken. Door bemiddeling van de koerierster van de verzetsgroep B-R kreeg Smid een onderduikadres in een zomerhuisje in Het Gooi. Een bijkomend probleem was dat Smid zich moeilijk onder de mensen kon begeven. Zijn opvallend Engels accent zou hem verraden.

### Een onderduikadres in Voorburg
Van uit Het Gooi reisde hij naar een onderduikadres in Voorburg. Bij gebrek aan zendapparatuur verzamelde hij in Voorburg inlichtingen over de V2 lanceerinstellingen. In oktober 1944 legde Smid contact met de politie-inspecteur K.C.H. de Pous, leider van het district Rotterdam van Groep Albrecht. Door diens bemiddeling ontmoette hij in Rotterdam de agent Tony Visser die bij de De Pous ondergedoken was.

### Een seinpost achter de IJssellinie

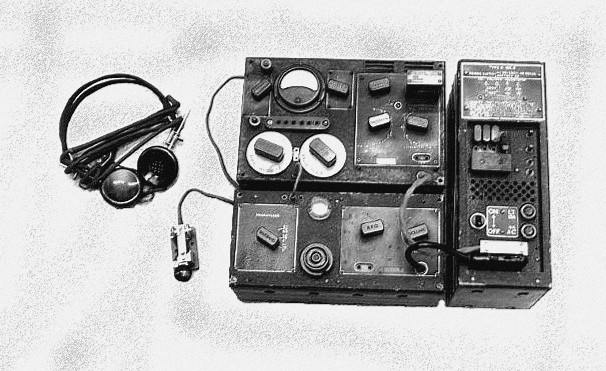
Kofferset 3 MK II draagbare zend/ontvanger, in gebruik bij de agenten van het BBO

Nadat Smid zich met de radiozendontvanger van Visser bij het BI in Eindhoven had gemeld kreeg Smid opdracht om achter de IJssellinie een seinpost in te richten. Mede door de hulp van de agent Tinus Sutherland kreeg Smid een zendplan, kristallen en een voor hem vreemde radiozendontvanger. Het was een radio zend ontvanger van het type; Kofferset 3 MK II. Het toestel was in gebruik bij de agenten van het Bureau Bijzondere Opdrachten (BBO). In onderdelen werd de apparatuur per fiets naar Zwolle vervoerd. Een koerierster hielp Smid bij het passeren van de Duitse controles op de IJsselbrug. In Zwolle werd Smid door medewerkers van de Groep Albrecht aan een seinadres geholpen. Alle moeite bleek voor niets. Smid kon geen goede verbinding met het BI krijgen. De radiozendontvanger van het BBO bleek niet te werken. Een essentieel onderdeel ervan was tijdens het vervoer verloren gegaan.

### De seinpost in Zwollerkerspel
In januari 1945 leverde de agent Robbie Mooiweer hem een goed werkend toestel. In een boerderij in Zwollerkerspel richtte Smid een seinpost in. Door medewerkers van het Zwolse verzet werd hij geholpen. Wederom kwam er een kink in de kabel. Tijdens een bezoek dat Mooiweer aan Smid bracht brak er een verwoed vuurgevecht uit tussen Duitsers en leden van de Knokploeg (KP) uit Zwollerkerspel. Een explosie in de bakkerij naast het onderduikadres van Smid bracht aan het licht dat er in de bakkerij een illegale drukpers was verborgen. Smid die toch al door de bewoners van het dorp met de nodige scepsis werd bekeken was bang dat de actie met hem in verband zou worden gebracht. Hij sloeg op de vlucht. Tijdens zijn radiocontacten met het BI maakte Smid gebruik van de codenamen;  Robert, Fluitketel, H. Effra, Max en Van der Stad. Tijdens zijn contacten in “het veld” gebruikte hij de schuilnaam; G.M.Kuipers.

### De seinpost in Heino
In de functie van varkensinspecteur van de Voedselvoorziening vestigde Smid zich in Heino. In de bossen van Heino groef hij samen met medewerkers van de spionagegroep Albrecht in een heuvel een ondergrondse seinpost. De antenne had hij zodanig geïnstalleerd dat hij boven de beplanting uitstak. Overdag en 's nachts had Smid een uitstekend radiocontact. Via een koerierster stond hij in contact met Groep Albrecht. De zoon van de boswachter en een oud marechaussee betrokken tijdens de uitzending de wacht. De omstandigheden en het resultaat waren voor het eerst optimaal. Er kwam verandering in toen de chef van Groep Albrecht van de afdeling Zwolle werd gearresteerd. Met diens opvolger kon Smid het minder goed vinden. Hij besloot zijn zendpost te verplaatsen.

### Van seinpost naar seinpost
Smid nam het besluit om samen met de agent Mooiweer inlichtingen te verzamelen die voor de oprukkende Geallieerde troepen direct van nut zouden zijn. De inlichtingen werden hem aangeleverd door medewerkers van de spionagegroep Albrecht. Deze inlichtingen waren van direct belang voor opmars van het Canadese 1e Leger. De agenten begaven zich met de Duitsers op de hielen van seinpost naar seinpost. Ze trokken voor de Canadese troepen uit via Hoogeveen naar Vlagtwedde. Op 13 april 1945 werd Smid door Franse parachutisten van zijn seinpost afgesneden. Smid beëindigde zijn opdracht en hij meldde zich terug bij het BI in Eindhoven.

## Onderscheidingen
- Bronzen Kruis, KB nr.11 van 30 november 1948.
- King's Medal for Courage in the Cause of Freedom (KMC)